# Eduard Rubin

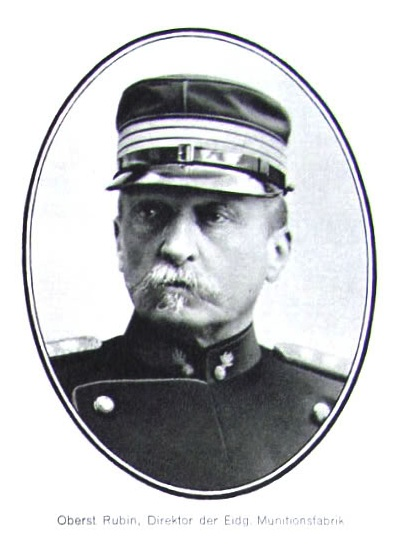
Oberst Eduard Alexander Rubin (1846–1920)

Eduard Alexander Rubin (* 17. Juli 1846 in Thun; † 6. Juli 1920 ebenda) war ein Schweizer Maschineningenieur und Erfinder des Vollmantelgeschosses.

## Leben
Rubin studierte Maschineningenieurwesen von 1866 bis 1868 am eidg. Polytechnikum in Zürich, dann an der Polytechnischen Schule in Karlsruhe, wo er 1869 seinen Abschluss machte.
1879 wurde Rubin vom Adjunkt zum Direktor der eidg. Munitionsfabrik Thun befördert. In Zusammenarbeit mit Rudolf Schmidt entwickelte er die Schmidt-Rubin-Gewehre, welche das Vetterligewehr ablösen sollten, er war für die Munition zuständig. Die erste von ihm entwickelte kleinkalibrige Munition war die Revolverpatrone Ordonnanz 1882 (ab 1886 mit Vollmantelgeschoss). An Gewehrpatronen entwickelte er für die 7,5 mm GP 90 ein Bleigeschoss mit Stahlkappe, die er zu einem Vollmantelgeschoss entwickelte, später kam die GP 11 dazu.
Für das 8,4-cm-Feldgeschütz und die 12-cm-Kanonen entwickelte er die Granat-Zündvorrichtung Rubin-Fornerod, die ab 1882 als Ordonnanz eingeführt wurde. Zur Erhöhung der Sprengwirkung setzte er in Artilleriegranaten anstelle von Schwarzpulver TNT und Ammoniumnitrat als Explosivstoffe ein.

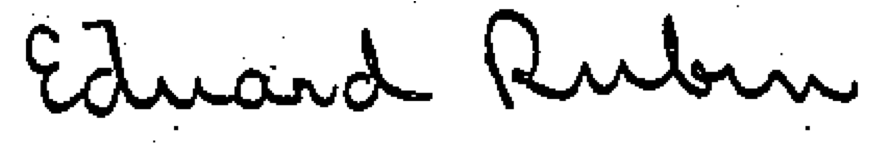
Unterschrift

Von 1883 bis 1890 war er freisinniger Thuner Gemeinderat. Rubin war Oberst der Artillerie und verheiratet mit Rosina Susanna Leuzinger, Tochter des berühmten Schweizer Kartografen Rudolf Leuzinger. Er war bis zu seinem Tod Direktor der Munitionsfabrik, die er 42 Jahre lang leitete.

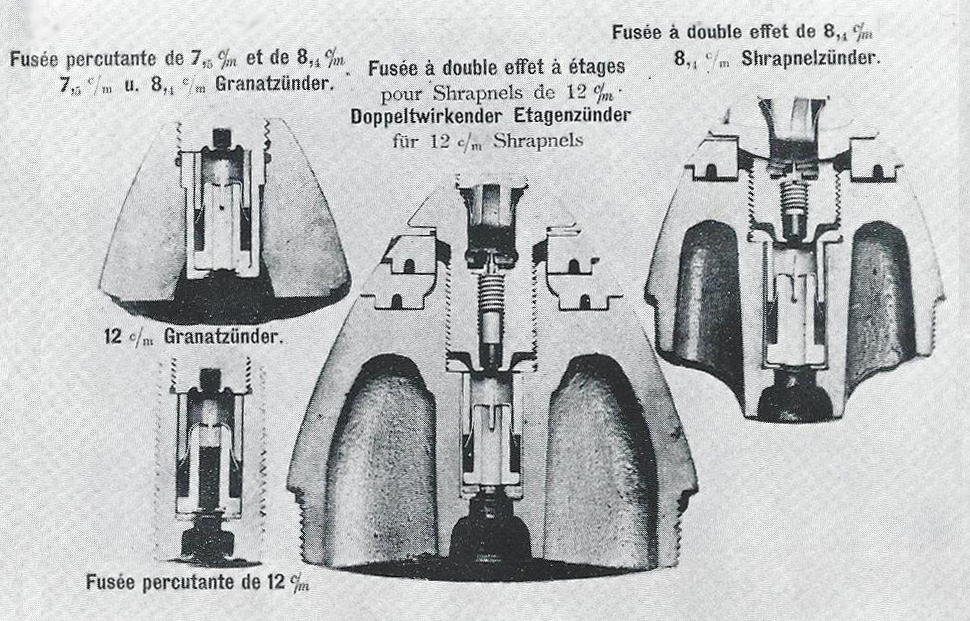
Granatzünder Rubin-Fornerod für die 8,4- und 12-cm-Kanonen
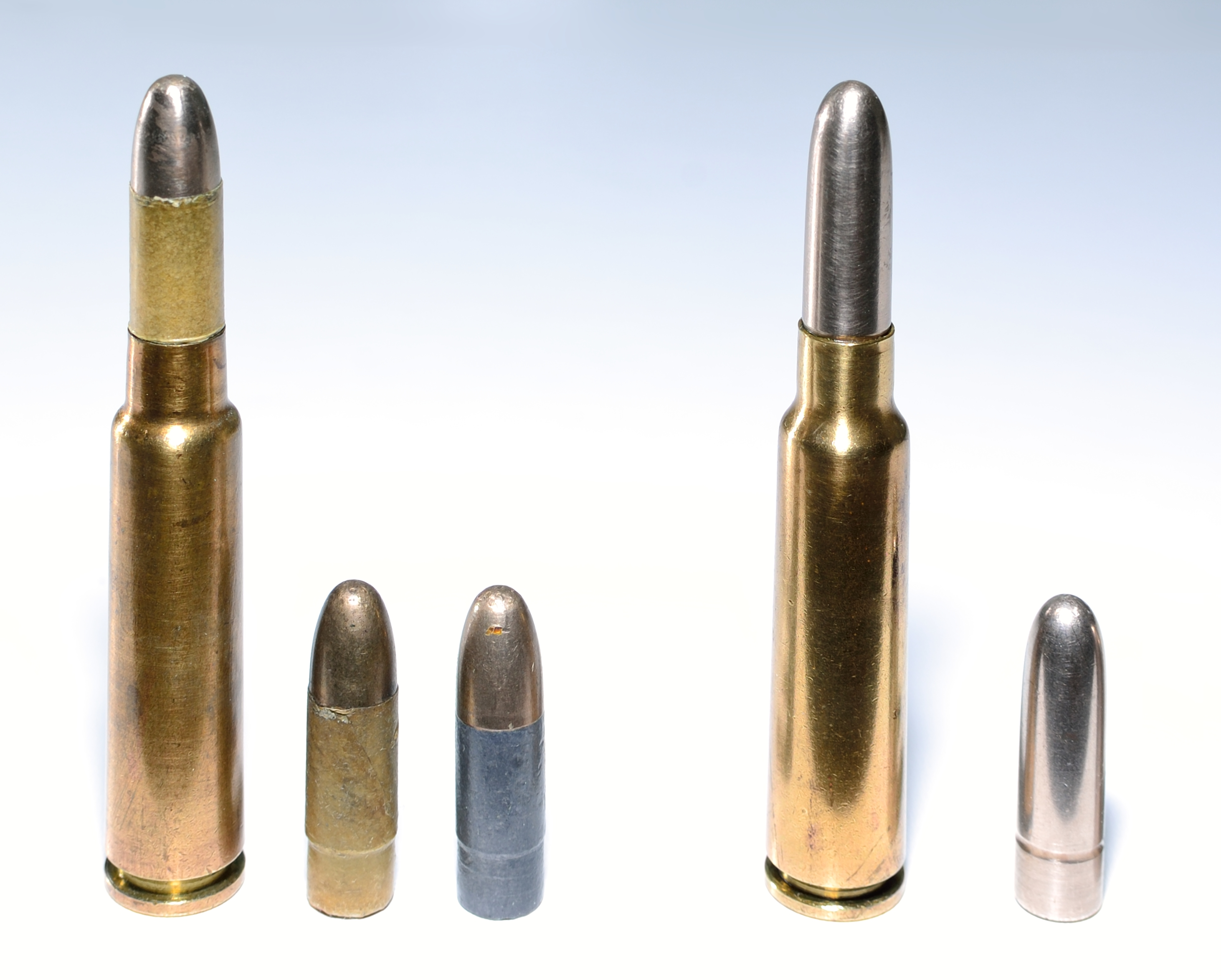
Patronen 7,5 mm GP 90
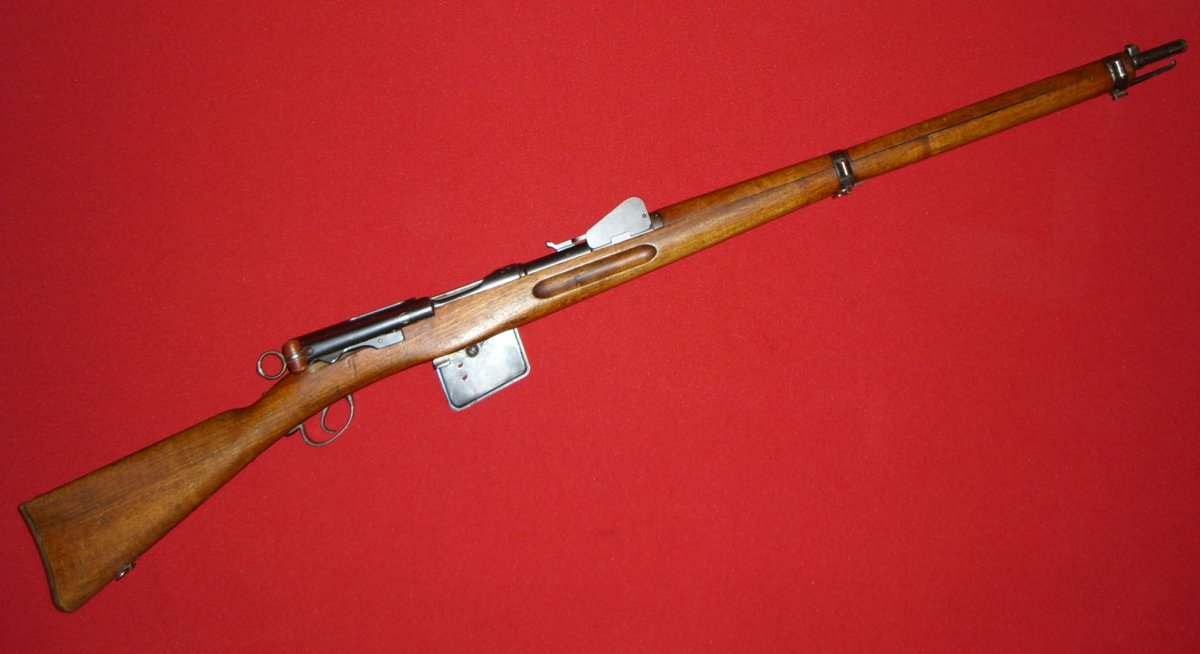
Langgewehr Modell 1889
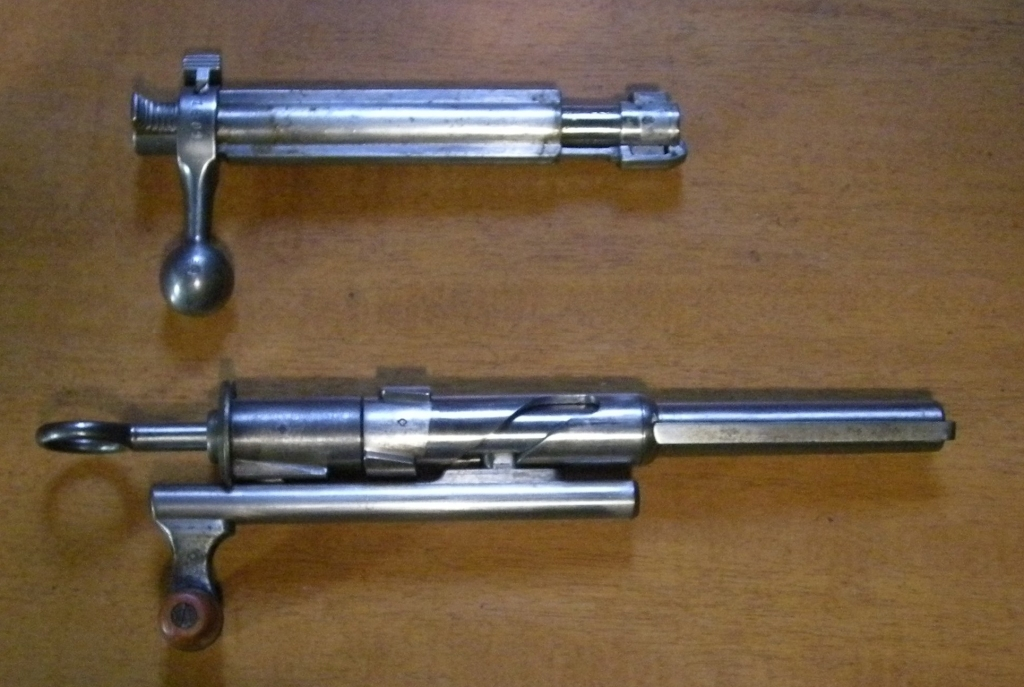
Geradezugverschlüsse, oben Mannlicher, unten Schmidt-Rubin 1889